# Everlöv
För släkten med samma namn, se Ewerlöf
Everlöv är kyrkbyn i Everlövs socken i Sjöbo kommun i Skåne belägen sydväst om Sjöbo och sydost om Veberöd.
Här ligger Everlövs kyrka.